# Lonny Olchansky
Lonny Olchansky (Copenaghen, 1878 – circa 1970) è stata una circense danese.

## Biografia

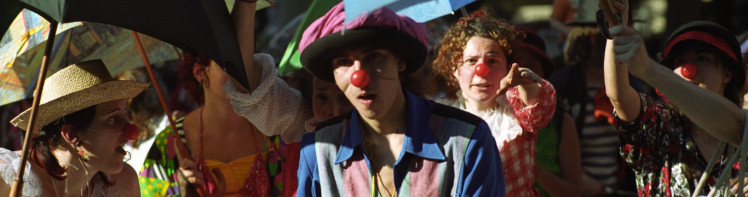
Gruppo di artisti di strada in parata in costume da pagliaccio

Lonny Olchansky fu una delle maggiori clowns del XIX secolo, assieme a Lulu Crastor, considerata la prima clownessa che si esibiva con il marito Atoff de Consoli.
Con il padre William (1858-1930), famoso acrobata specializzato nei salti mortali con piroette semplici o doppie, Lonny Olchansky formò una delle coppie più famose, esibendosi anche in Italia: nel 1892 al Circo Rizzarelli, dove presentò un'arca di Noè comprendente pure cento topolini bianchi, che assieme al padre addestrava, nel 1894 al Circo De Paoli-Marasso e nel 1902 al Circo Rizardi, assieme agli asinelli "sapienti" Marco e Giulietta.
Anche quando si esibiva come saltatrice, specialmente nei salti mortali e nelle acrobazie, si metteva in evidenza per la notevole eleganza.
Secondo il giudizio del giornalista e storico del circo Henry Thétard (1884-1968), Lonny Olchansky si dimostrò una delle clownesse più autentiche del mondo dello spettacolo circense.
Nel mondo del circo non sono numerosissime le clownesse, e Federico Fellini spiegò che:
(Federico Fellini, 1984)